# Ил Борго (Пезаро и Урбино)
Ил Борго је насеље у Италији у округу Пезаро и Урбино, региону Марке.
Према процени из 2011. у насељу је живело 16 становника. Насеље се налази на надморској висини од 644 м.